# Chór „Vincentinum” w Bydgoszczy

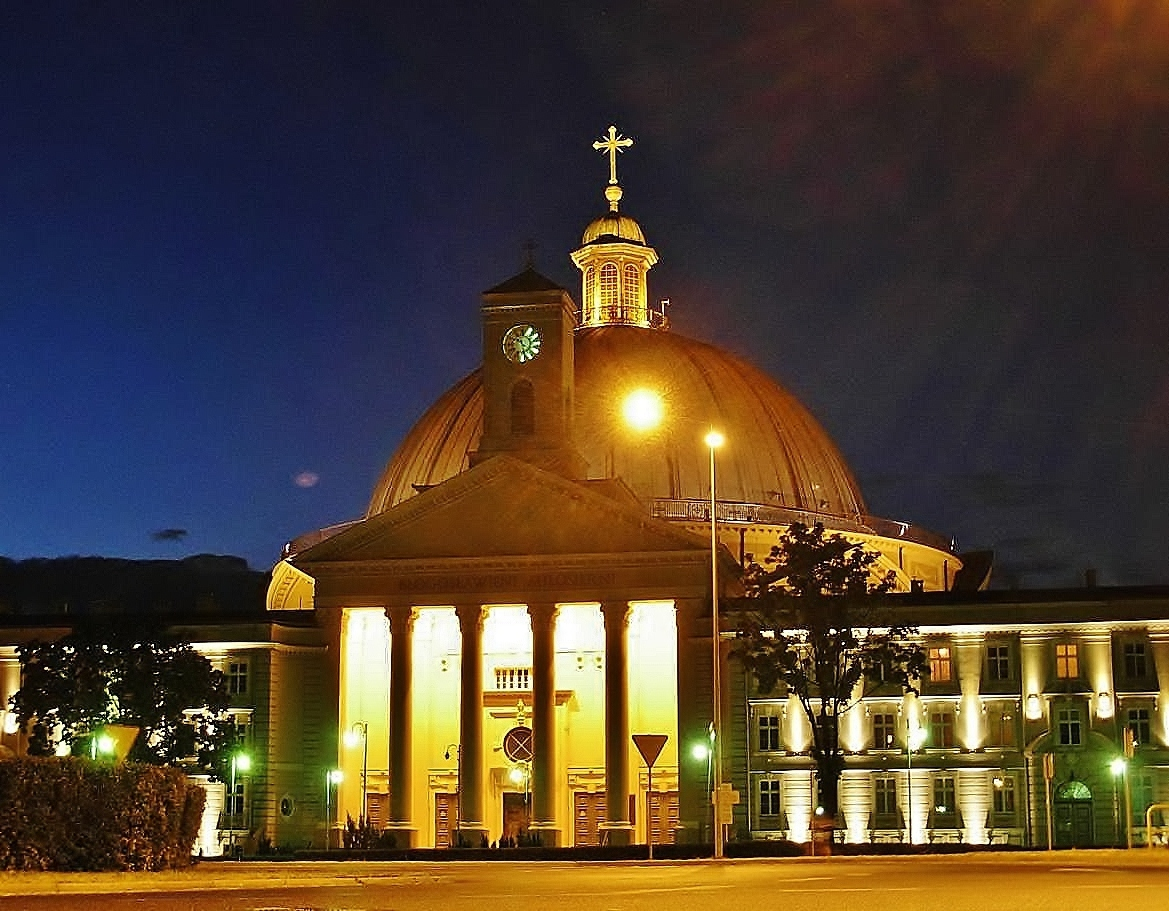
Bazylika św. Wincentego à Paulo w Bydgoszczy

Chór „Vincentinum” w Bydgoszczy – polski chór mieszany w Bydgoszczy.

## Charakterystyka
„Vincentinum” jest chórem kościelnym działającym pod patronatem parafii św. Wincentego à Paulo w Bydgoszczy. Śpiewa w kościołach bydgoskich i sąsiednich diecezji oraz uczestniczy w zjazdach i przeglądach chóralnych. Jest członkiem Federacji Caecilianum. Jego repertuar stanowią dziesiątki różnych utworów okolicznościowych, wokalnych a cappella, a także kompozycje muzyki oratoryjnej, wykonywane z towarzyszeniem organów bądź orkiestry symfonicznej złożonej z muzyków Filharmonii Pomorskiej i Opery Nova. Chór jest zaliczany do zespołów o wysokim poziomie artystycznym. 

## Historia
Chór założono w 1928 r. Inicjatorami jego powstania było Zgromadzenie Misji, prowadzące bydgoską parafię św. Wincentego à Paulo. Pierwszym opiekunem chóru został ks. Kazimierz Kwiatkowski CM, a dyrygentem – Teofil Noskiewicz. Po raz pierwszy chór wystąpił publicznie 30 maja 1929 roku. Opiekunami chóru ze strony parafii byli do wybuchu II wojny światowej księża: Hieronim Feicht, Ludwik Moska, Jan Wagner i Piotr Szarek. Chór występował nie tylko w kościele parafialnym, ale np. w kościele pojezuickim na Starym Rynku, w Resursie Kupieckiej przy ul. Jagiellońskiej oraz z orkiestrami wojskowymi. W 1937 r. chór przystąpił do Stowarzyszenia Chórów Kościelnych oraz brał udział w konkursie chórów, w którym zajął jedno z czołowych miejsc. 
9 września 1939 r. na Starym Rynku w grupie zakładników został rozstrzelany ostatni przedwojenny opiekun chóru – ks. Piotr Szarek. 21 marca 1941 roku gestapo zamknęło świątynię parafialną dla kultu religijnego i zakazało działalności chóru.
Reaktywacja zespołu nastąpiła w maju 1945 roku. Początkowo dyrygentem był ponownie T. Noskiewicz, później jego miejsce zajął Paweł Podejko. Kolejnymi dyrygentami byli: Feliks Małecki (1948–1950), Antoni Rymarczyk (1950–1960). W latach 40. chór występował nie tylko we własnej świątyni parafialnej, ale także w innych kościołach bydgoskich, na falach bydgoskiej Rozgłośni Polskiego Radia oraz brał udział w konkursach chórów kościelnych. 1 lutego 1949 r. uświetniał ingres nowego prymasa ks. arcybiskupa Stefana Wyszyńskiego w Bydgoszczy. 
14 listopada 1950 r. dekret rządowy rozwiązał wszystkie organizacje i stowarzyszenia religijne. Odtąd chór prowadził działalność nieformalnie, bez zarządu. Po odejściu w 1960 r. dyrygenta Antoniego Rymarczyka nastąpił kryzys organizacyjny i artystyczny zespołu. Nowy etap historii zespołu rozpoczął się, gdy dyrygentem „Vincentinum” został Henryk Nawotka, a akompaniatorami Tadeusz Kłaput i Maria Jankowska-Szczęsnowicz (1965). W latach 70. liczba członków wzrosła do 100 osób, a chór wykonywał znane dzieła muzyczne, zapraszany na różne uroczystości jubileuszowe w Bydgoszczy, Gdańsku, Częstochowie, Olsztynie i wielu innych miejscowościach w Polsce.
Chór zaliczał się do reprezentacyjnych zespołów Archidiecezji Gnieźnieńskiej i z tego powodu organizował oprawę muzyczną wszelkich uroczystości kościelnych i patriotycznych, często z udziałem episkopatu. W 1978 r. w uroczystości jubileuszu 50-lecia chóru uczestniczył Prymas Polski kardynał Stefan Wyszyński.
W 1990 r. w skład chóru weszli studenci Akademii Muzycznej, soliści Opery Bydgoskiej oraz członkowie rozwiązanego chóru „Arion”, działającego przy Filharmonii Pomorskiej.
W 1997 r. brał udział w uroczystościach 1000-lecia męczeńskiej śmierci św. Wojciecha w Gnieźnie z udziałem papieża Jana Pawła II, a także w uroczystości podniesienia kościoła św. Wincentego a Paulo do godności Bazyliki Mniejszej (7 października 1997). Ze względu na prezentowany wysoki poziom artystyczny, był zapraszany na Międzynarodowy Festiwal Chórów Kościelnych w Rzymie, występy poza granicami kraju (Litwa, Czechy, Węgry), a także wykonywał nagrania dla Polskiego Radia i Telewizji.